# IC 619
IC 619 ist eine Spiralgalaxie vom Hubble-Typ Sbc im Sternbild Löwe am Nordsternhimmel, die etwa 333 Millionen Lichtjahre von der Milchstraße entfernt ist.
Entdeckt wurde das Objekt am 21. April 1889 vom US-amerikanischen Astronomen Lewis Swift.